# Aeropuerto de Tromsø-Langnes
El Aeropuerto de Tromsø-Langnes (en noruego: Tromsø lufthavn, Langnes) (IATA: TOS, OACI: ENTC) está situado en Langnes, en la parte oeste de la isla de Tromsøya, Tromsø. Se encuentra a 3,1 km del centro de la ciudad y es el aeropuerto más transitado de Nord-Norge, con 1 828 393 pasajeros en 2013.
Presta servicio a la ciudad de Tromsø, así como a otras localidades de la provincia de Troms. Es un importante centro de conexión para la provincia de Finnmark, aunque la mayoría de los pasajeros viajan a y desde Oslo. La mayoría de los vuelos son nacionales, incluyendo rutas a Longyearbyen, en el archipiélago Svalbard, aunque también se realizan rutas internacionales a Arcángel, Múrmansk y Londres, así como vuelos chárter al sur de Europa y a las Islas Canarias

## Aerolíneas y destinos
| Aerolíneas                                   | Destinos |
| -------------------------------------------- | --- |
| BH Air                                       | Chárter, estacional: Burgas |
| Corendon Airlines                            | Antalya |
| Estonia Air                                  | Chárter, estacional: Longyearbyen, Tallin |
| Finnair (operado por Flybe Nordic)           | Estacional: Helsinki |
| Jet2.com                                     | Chárter, estacional: Mánchester |
| Jet Time                                     | Copenhague-Kastrup, Oslo-Gardermoen |
| Nextjet                                      | Luleå, Oulu |
| Nordavia                                     | Arcángel, Múrmansk |
| Norwegian Air Shuttle                        | Alicante, Alta, Bodø, Gran Canaria, Kirkenes-Høybuktmoen, Londres-Gatwick , Oslo-Gardermoen, Trondheim Chárter: Antalya, La Canea |
| Scandinavian Airlines                        | Alta, Bodø, Oslo-Gardermoen, Estocolmo-Arlanda, Longyearbyen, Trondheim Estacional: La Canea, Palma de Mallorca, París-Charles de Gaulle |
| Scandinavian Airlines (operado por Jet Time) | Trondheim |
| SunExpress                                   | Antalya |
| Thomas Cook Airlines Scandinavia             | Gran Canaria |
| Widerøe                                      | Alta, Andøya-Andenes, Bergen-Flesland, Båtsfjord, Berlevåg, Hammerfest, Harstad/Narvik-Evenes, Hasvik, Honningsvåg-Valan, Kirkenes-Høybuktmoen, Lakselv-Banak, Mehamn, Múrmansk, Sandefjord-Torp, Stavanger-Sola, Stokmarknes, Sørkjosen, Vadsø, Vardø-Svartnes Estacional: Kristiansand |

## Estadísticas
Ver fuente y consulta Wikidata.
- Datos: Q2413018
- Multimedia: Tromsø Airport / Q2413018